# Hedwig - La diva con qualcosa in più
Hedwig - La diva con qualcosa in più (Hedwig and the Angry Inch) è un film del 2001 diretto da John Cameron Mitchell, tratto dal musical Hedwig and the Angry Inch.
La produzione fa parte del filone di film glamrock basati sulle vicende di rockstar semifallite, concerti in costume, trucchi esagerati e vite vissute all'insegna della promiscuità sessuale durante il periodo che va dalla metà degli anni '70 alla metà degli anni '80, dello stesso genere il film del 1998 Velvet Goldmine.

## Trama
(Hedwig)
Hansel, un bambino nato a Berlino est durante la guerra fredda, ha un'infanzia poco felice: il padre, un soldato americano, abusa di lui sin dalla più tenera età. Con l'andar del tempo Hansel scopre di essere una ragazza transgender; è appassionata di filosofia greca, mitologia ma, soprattutto, di musica rock. Hedwig, il suo nome, si sottopone a un intervento di cambio di sesso che produce però un risultato indefinito; in seguito questo specifico episodio ispirerà il nome del suo gruppo musicale (gli Angry Inch, ovvero Pollice arrabbiato) e una delle sue canzoni più scandalose.
Hedwig ha accettato di sottoporsi all'operazione soprattutto per poter lasciare il suo paese natio e per poter cominciare una nuova vita in Kansas, in compagnia del marito americano conosciuto nella capitale tedesca.
Quest'ultimo però la tradisce e la abbandona e Hedwig è costretta a lavorare come baby sitter. Ormai stufa, si trova da sola a ricostruirsi il proprio futuro, e lo fa con determinazione, scegliendo il palcoscenico. Il periodo è quello degli anni ottanta, epoca di David Bowie e di altri interpreti dai vistosi costumi: anche Hedwig si concede parrucche voluminose e trucchi pesanti, fondando il proprio gruppo rock. Con quest'ultimo è impegnata in serate variopinte, originali e trasgressive, soprattutto in locali cittadini.
Tuttavia, i problemi di Hedwig non sono finiti, poiché il suo talento musicale, le sue canzoni, sono stati rubati da un ragazzo poco più che adolescente, Tommy Gnosis, a cui lei, tempo addietro, aveva fatto da babysitter. Il ragazzo, ormai divenuto una star di fama mondiale e con il quale Hedwig ha avuto anche una storia d'amore, è costantemente pedinato e denunciato da Hedwig, anche se inutilmente. Hedwig si ritrova quindi obbligata a cantare le sue canzoni in quei locali di terza categoria fino a quando, ormai stanca, umiliata e piena di debiti, deve dire addio al suo gruppo, costretta nel giro della prostituzione.
Proprio durante una delle notti in cui è intenta a prostituirsi, si avvicina una limousine con dentro la rock star; lei, dapprima titubante, finisce col salire in auto ed ascoltare le spiegazioni che ha da darle il ragazzo. In primo luogo sembra che i due siano ritornati affiatati come un tempo: Hedwig, che nel frattempo ha preso il posto di guida, canta allegramente con Tommy Gnosis le sue canzoni. I due però restano coinvolti in un grave incidente stradale, e vengono entrambi arrestati.

## Distribuzione
Il film ha guadagnato un totale iniziale di $ 3.644.200 nelle sale nazionali da un budget di $ 6 milioni. Il film è uscito negli Stati Uniti in 9 sale il 20 luglio 2001 e ha incassato $ 156.724 nel suo weekend di apertura, classificandosi al 28º posto al botteghino. Nel 2019 The Criterion Collection ha pubblicato Hedwig su Blu-ray, per la prima volta. Nell'edizione speciale 'Reunion' il regista e star del documentario John Cameron Mitchell afferma che la scarsa apertura al botteghino era in parte dovuta alla data di uscita del film, il 12 settembre 2001; il giorno dopo gli attacchi dell'11 settembre a New York City. Poco dopo gli attacchi, tutte le sale cinematografiche hanno dato l'ingresso gratuito agli spettatori e, sebbene molte persone abbiano visto il film, l'ingresso gratuito ha significato che Hedwig And The Angry Inch non ha fatto soldi alla sua uscita. Il film ha guadagnato un seguito di culto internazionale ed è apparso in molte liste di "Migliori film". In Italia il film uscì il 16 novembre dello stesso anno.

## Riconoscimenti
- National Board of Review Awards 2001
  - Miglior regista esordiente
- Festival del cinema americano di Deauville 2001
  - Grand Prix e premio della critica internazionale
- Teddy Award 2001
- Gotham Awards 2001
  - Regista rivelazione